# Roswell (tv-serie)
 For alternative betydninger, se Roswell (flertydig). (Se også artikler, som begynder med Roswell)
Roswell er en amerikansk science fiction-tv-serie, udviklet, produceret og medforfattet af skriver og dramatiker Jason Katims. Serien blev vist første gang den 6. oktober 1999 på den amerikanske Warner Brothers-ejede tv-station The WB. Den blev i Danmark udsendt af Viasat og vist på TV3.
Seriens handling er baseret på ungdomsbøgerne om "Roswell High", skrevet af makkerparret Melinda Metz og Laura J. Burns, der begge blev medforfattere på serien.

## Handling
Roswell er kendt for at være den nærmeste by i forhold til Area 51 i New Mexico, hvor mange mener at den amerikanske hær fandt vraget af en ufo i 1947. Serien handler om tre overlevende børn fra flystyrtet, som inden ulykken blev kastet ud i redningsfartøjer. De tre seksårige børn, som ikke ved meget andet end at de ikke hører til på Jorden, bliver adopteret af familier, der intet ved om deres ikke-jordiske herkomst.

## Sæsoner
| Sæson | Sæson | Episoder | År for sæson | DVD-udgivelse              |
| ----- | ----- | -------- | ------------ | -------------------------- |
|       | 1     | 22       | 1999 – 2000  | 25. oktober 2006 (Danmark) |
|       | 2     | 21       | 2000 – 2001  | 9. august 2004 (Danmark)   |
|       | 3     | 18       | 2001 – 2002  | 11. oktober 2004 (Danmark) |

## Medvirkende
- Shiri Appleby, Liz Parker
- Jason Behr, Max Evans
- Katherine Heigl, Isabel Evans
- Brendan Fehr, Michael Guerin
- Majandra Delfino, Maria DeLuca
- Colin Hanks, Alex Whitman
- William Sadler, Sherif Jim Valenti
- Nick Wechsler, Kyle Valenti
- Emilie de Ravin, Tess Harding
- Adam Rodríguez, Jesse Ramirez